# 脅迫罪
脅迫罪（きょうはくざい）とは、相手を畏怖させることにより成立する犯罪のこと。日本の刑法では刑法第222条に定められている犯罪で、未遂罪は存在しない。「刑法 第二編 罪 第三十二章 脅迫の罪」に、強要罪とともに規定されている。金品を略取（強取）する目的で行う場合は恐喝罪、強盗罪が成立するため、脅迫罪とはならない。

## 保護法益
保護法益は、意思決定の自由である。ただし、私生活の平穏も同時に保護法益となると解する説もある。

## 行為
脅迫罪においての脅迫は、人の生命、財産、身体、名誉、自由（通説によれば貞操や信念も含む）に対して害悪する告知を行うことである。相手が恐怖心を感じるかどうかは問わない（抽象的危険犯）。

### 脅迫の対象
- 脅迫の対象となる利益は、罪刑法定主義から列挙されたものに限定されると解されている。
  - 問題になる利益としては、貞操、（財産上の）信用、交際（村八分）などがあげられている。
- 脅迫の対象となる人物は、被害者本人（1項）か、「親族」（2項）に限られる。
  - 罪刑法定主義の要請から「お前の子供を殺す」と言われた場合は、子供は親族であるので、脅迫となるが、「お前の恋人を殺す」と言われた場合は、恋人は、親族ではないので脅迫にはならない。「お前の夫（妻）を殺す」は夫（妻）は親族であるので、脅迫になる。（ただし、親族が、法律上のものに限定させるか、すなわち養子縁組前の養子又は養親や内縁関係にある人物のような事実上の親族に対する害悪の告知が脅迫罪を構成するかどうかは講学上争いがある）。但し、「人」とは行為者以外の他人を意味するので、「自殺する」は脅迫にはならない。なお、ストーカー規制法では、「つきまとい行為」の刑事罰について、「その他当該特定の者と社会生活において密接な関係を有する者」も、対象としている。
  - 法人に対して脅迫罪が成立するかどうかは争いがあるが、保護法益から考えて、成立しないという下級審裁判例がある。（ただし、代表取締役など法人の機関である人物に対する脅迫罪は成立する。）

### 方法
判例によれば、口頭や書面に限られず、相手方が知ることができれば成立する。態度であってもよい。ただし、審理では、口頭は被疑者の発言証拠が必要であり、書面はなおさらである。
- 具体的には、集落においてある住民に対して絶交の決議をし（いわゆる村八分）、被絶交者がその決議を知った場合である（大判大正13年11月26日刑集3巻831頁）。

### 内容
「一般人が畏怖するに足りる」ものであればよい。「殺す」のほかに、「刺す」「しばく」「どつく」「殴る」「埋める」「くらす」なども該当し、「何をするかわからない」「タダじゃ置かない」などと暗に加害行為をすることを告げる場合でも成立する。これも前々項と同様、審理では被疑者の発言証拠等が必要である。
- 必ずしも犯罪行為に限られないというのが判例。正当な行為を告知して脅迫になるのはおかしいという学説もある。
  - 「お前の不正を告発するぞ」と言った場合、真実の追究ではなく、単に畏怖させる事が目的であれば脅迫罪は成立する（大判大正3年12月1日刑録20輯2303頁）。
- 害悪は、告知者が関与できる、と一般的に感じられるものでなければならない（ただし、害悪の告知時に実際に関与できている必要はない）。害悪をもたらす人間が告知者以外の第三者であってもよい（間接脅迫）。
  - 「君には厳烈な審判が下されるであろう」と告げるのは、害悪の告知に当たらない（名古屋高判昭和45年10月28日刑月2巻10号1030頁）。
  - 「人民政府ができた暁には人民裁判によって断頭台上に裁かれる。人民政府ができるのは近い将来である」と告げるのは、脅迫罪に当たらない（害悪が被告人自身または被告人の左右し得る他人を通じて可能ならしめられるものとして通告されたのではないため。広島高松支判昭和25年7月3日高刑3巻2号247頁）。
  - 「俺の仲間は沢山居てそいつ等も君をやつつけるのだと相当意気込んで居る」と告げるのは、害悪の告知に当たる（最判昭和27年7月25日刑集6巻7号921頁）。 https://www.courts.go.jp/app/hanrei_jp/detail2?id=54392

## 常習脅迫罪
常習として脅迫罪を犯したる者は、暴力行為等処罰ニ関スル法律第1条の3第1項の規定により3月以上5年以下の懲役に処される。
暴力行為等処罰ニ関スル法律
第1条の3（抜粋）（原文はカタカナ）
常習として刑法・・第222条・・の罪を犯したる者・・3月以上5年以下の懲役に処す